# 平乡县
平乡县是河北省邢台市下辖的一个县，位於河北省中南部。县人民政府驻中华路街道。東與廣宗縣交界，西與南和区、任泽区接壤，南與雞澤、曲周、邱縣毗鄰，北與巨鹿縣相連。面積為406平方公里，该县有全国著名的自行车生产基地。縣人民政府駐中華路83號。

## 行政区划
平乡县下辖1个街道办事处、2个镇、4个乡：
中华路街道、平乡镇、河古庙镇、田付村镇、节固镇、油召乡和寻召乡。

## 人口
根據第七次人口普查數據，截至2020年11月1日零時，平鄉縣常住人口為323675人。

## 交通
- 230国道、 340国道过境。
- 東距京九鐵路、西距京廣鐵路各40千米；邢黃鐵路過境建站；距 106国道、 大广高速

各20千米；距 京深高速（即 京港澳高速
）、 107国道40千米； 230国道过境。 邢临高速和邢清、邢臨兩條省級公路橫穿東西，定魏公路縱貫南北。
- 1小時可達邯鄲機場，2小時可達石家莊机场、濟南機場。

## 地理
平鄉縣屬黃土地貌，海拔高度在150－763米之間，平均海拔436米左右，農業區平均海拔300米左右。平鄉縣屬溫帶半濕潤大陸型季風氣候，年平均氣溫18.20℃，無霜期200天。